# Oliverio Cárdenas
Oliverio Cárdenas Sánchez (Bogotá, 19 de agosto de 1955) es un exciclista de ruta colombiano, profesional entre 1985 y 1988 y actualmente se desempeña como entrenador de ciclismo del equipo Boyacá es Para Vivirla.
En su palmarés se destaca una victoria en la clasificación general de la Vuelta a Costa Rica en el año 1984, así como la victoria en la clasificación de las metas volantes en diferentes carreras, dentro de las cuales sobresale el récord de 5 triunfos en dicha clasificación en la Vuelta a Colombia en las ediciones 1980, 1982, 1983, 1984 y 1985.
Es también conocido por ser mentor y suegro del ciclista Esteban Chaves.

## Palmarés
1982 
- 1 etapa de la Vuelta a Colombia

1984 
- Vuelta a Costa Rica[3]

## Equipos
- Ciclo-Ases (1978)
- Pony Malta (1980)
- Banco de Colombia (1983)
- Bogotá su Capital (1984)
- Felipe Almacenes y Joyerías (1985-1986 hasta 31-03)
- Coca Cola - Caja Social (1986 hasta 30-04)
- Postobón (1986 desde 01-05)
- Western - Rossin (1987)
- Pony Malta - Avianca (1988)